# Luksusliner
 For alternative betydninger, se Liner.
Et luksusliner er et oceanskib eller krydstogtskib, som transporterer rejsende på luksusklasse.
| Skib | Spire Denne artikel om skibe eller både er en spire som bør udbygges. Du er velkommen til at hjælpe Wikipedia ved at udvide den. |